# Tunstall, North Yorkshire
Tunstall är en civil parish i Storbritannien.   Den ligger i grevskapet North Yorkshire och riksdelen England, i den centrala delen av landet, 300 km norr om huvudstaden London. Antalet invånare är 271. Arean är 5,2 kvadratkilometer.
Terrängen i Tunstall är platt.